# Lückerath (Bergisch Gladbach)
Lückerath ist ein Stadtteil von Bergisch Gladbach und gehört unter Nr. 51 zum Statistik-Bezirk 5 der Stadt. Lückerath und Oberlückerath sind weiterhin Ortsteile im Stadtteil Lückerath.

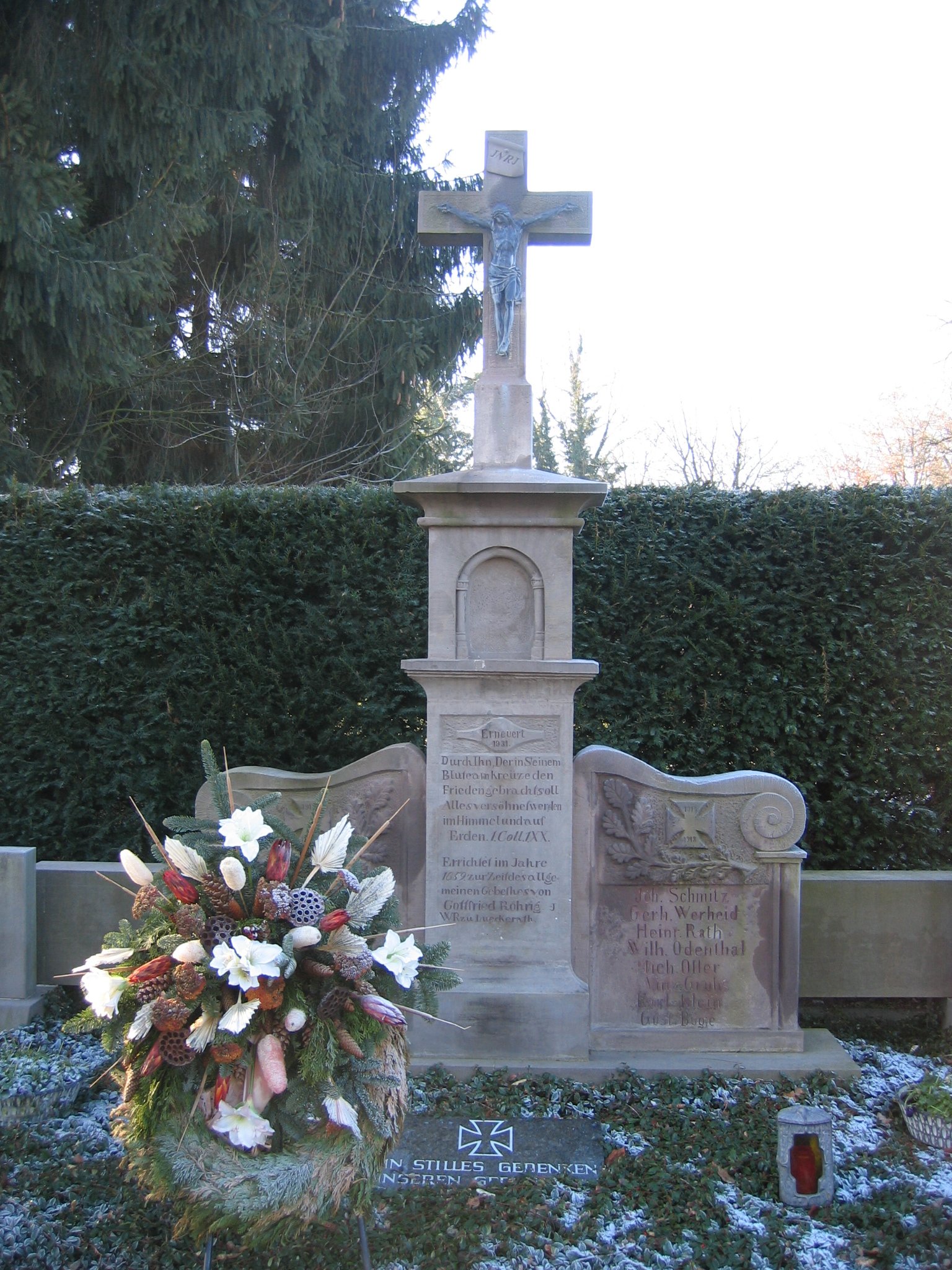
Denkmal für die Kriegsgefallenen Lückeraths

## Geschichte
Im Urkataster wird Lückerath im Bereich der heutigen Straße Alt Lückerath verzeichnet. Die Entstehung der Siedlung fällt in die große Rodeepoche zwischen 1000 und 1300. Aus dem ehemaligen adeligen Gut Lückerath, das für 1556 als „Lüggeraedt“ belegt ist und in einem Lehnsverhältnis zum Hof Immekeppel (Haus Meer, Abschnitt Das Kloster) stand, entwickelte sich in der frühen Neuzeit der östlich gelegene Ortsteil Oberlückerath, den das Urkataster als „Ober Lückerath“ an dem „Weg von Gladbach nach Bensberg“ (Gladbacher Straße) verzeichnet. 1905 gehörte der Weiler Lückerath mit 26 Wohngebäuden und 152 Bewohnern zu der Stadt Bergisch Gladbach. Hingegen zählte Oberlückerath mit acht Gebäuden und 49 Bewohnern zur Gemeinde Bensberg Freiheit. Das Bestimmungswort „Lück“ geht vermutlich auf den Personennamen „Luidiger“ zurück. Somit bezeichnet der Siedlungsname die „Rodung (rath) des Luidiger“.
Die Topographia Ducatus Montani des Erich Philipp Ploennies, Blatt Amt Porz, belegt, dass der Wohnplatz 1715 als gemeiner Hof kategorisiert wurde und mit Lugeradt bezeichnet wurde.
Carl Friedrich von Wiebeking benennt die Hofschaft auf seiner Charte des Herzogthums Berg 1789 als Lucker. Aus ihr geht hervor, dass Lückerath zu dieser Zeit Teil der Honschaft Gladbach im Kirchspiel Gladbach bzw. der Freiheit Bensberg war.
Unter der französischen Verwaltung zwischen 1806 und 1813 wurde das Amt Porz aufgelöst und Lückerath wurde politisch der Mairie Bensberg bzw. der Mairie Gladbach im Kanton Bensberg zugeordnet. 1816 wandelten die Preußen die Mairie zur Bürgermeisterei Bensberg bzw. Bürgermeisterei Gladbach im Kreis Mülheim am Rhein. Mit der Rheinischen Städteordnung wurde Gladbach 1856 Stadt, die dann 1863 den Zusatz Bergisch bekam.
Der Ort ist auf der Topographischen Aufnahme der Rheinlande von 1824 als Lukerath und auf der Preußischen Uraufnahme von 1840 als Lückerath und Ober Lückerath verzeichnet. Ab der Preußischen Neuaufnahme von 1892 ist er auf Messtischblättern regelmäßig als Lückerath und Oberlückerath verzeichnet.
1859 kamen die zur Pfarre Bensberg gehörende Teile der Ortschaft Oberlückerath im Rahmen eines Gebietsaustausches von Gladbach zur Bürgermeisterei Bensberg.
Aufgrund des Köln-Gesetzes wurde die Stadt Bensberg mit Wirkung zum 1. Januar 1975 mit Bergisch Gladbach zur Stadt Bergisch Gladbach zusammengeschlossen. Dabei wurde auch ganz Lückerath Teil von Bergisch Gladbach.
|      | Bürgermeisterei und Pfarre Bensberg | Bürgermeisterei und Pfarre Bensberg | Bürgermeisterei und Pfarre Bensberg | Bürgermeisterei und Pfarre Bensberg | Bürgermeisterei und Pfarre Gladbach | Bürgermeisterei und Pfarre Gladbach | Bürgermeisterei und Pfarre Gladbach | Bürgermeisterei und Pfarre Gladbach |
| Jahr | Einwohner                           | Wohn- gebäude                       | Kategorie                           | Bemerkung                           | Einwohner                           | Wohn- gebäude                       | Kategorie                           | Bemerkung                           |
| ---- | ----------------------------------- | ----------------------------------- | ----------------------------------- | ----------------------------------- | ----------------------------------- | ----------------------------------- | ----------------------------------- | ----------------------------------- |
| 1822 | 8                                   |                                     | Bauergut                            |                                     |                                     |                                     |                                     |                                     |
| 1830 | 10                                  |                                     | Bauerngut                           |                                     | 39                                  |                                     | Hofstelle                           | Ober- und Unterlückerath            |
| 1845 | 46                                  | 4                                   | Bauergütchen                        | Ober-Lückerath                      | 7                                   | 2                                   | Hofstelle                           | Pfarre Bensberg Oberlückerath       |
| 1845 |                                     |                                     |                                     |                                     | 73                                  | 8                                   | Hofstelle                           | Unter-Lückerath                     |
| 1871 | 81                                  | 14                                  | Hofstelle                           | Oberlückerath                       |                                     |                                     |                                     |                                     |
| 1871 | 143                                 | 17                                  | Hofstelle                           |                                     | 148                                 | 19                                  | Hofstelle                           |                                     |
| 1885 | 92                                  | 15                                  | Wohnplatz                           | Oberlückerath                       | 158                                 | 23                                  | Wohnplatz                           |                                     |
| 1895 | 102                                 | 15                                  | Wohnplatz                           | Oberlückerath                       | 150                                 | 23                                  | Wohnplatz                           |                                     |
| 1905 | 49                                  | 8                                   | Wohnplatz                           | Oberlückerath                       | 152                                 | 26                                  | Wohnplatz                           |                                     |

## Infrastruktur
Lückerath verfügt über günstige Verkehrsanbindungen im öffentlichen Personennahverkehr durch die Stadtbahnlinie 1 der KVB und die Buslinien 227, 400 und 455.
In Lückerath befinden sich mehrere Schulen (Grundschule und weiterführende), ein Schwimmbad, eine Eissporthalle sowie ein Altenwohnheim.

## Bergbau
In der Umgebung von Lückerath ist seit der Mitte des 19. Jahrhunderts Bergbau betrieben worden. Zu erwähnen sind die Grube Franziska und die Grube Glückzu.

## Naturschutz
Bis in die 1980er Jahre wurde in der Kalkgrube Cox Dolomit für die Glasindustrie abgebaut. Heute ist dieser Bereich das Naturschutzgebiet Grube Cox.
Es besteht aus 4 kleinen Seen, Wald und Felsen. Durch zahlreiche Wege ist das Bewandern möglich, was die Grube Cox zu einer beliebten Ausflugsstätte machte, allerdings muss dabei auf die Vorschriften des Naturschutzes geachtet werden. Nordöstlich grenzt das Naturschutzgebiet Hardt (Bergisch Gladbach) an den Stadtteil Lückerath heran.

## Bevölkerung
Nach der EDV-Einwohnerdatei verfügte Lückerath am 30. Juni 2017 über insgesamt 4.054 Einwohner (davon 470 Ausländer). Die Altersgruppe über 65 Jahre war mit 1.057 Einwohnern (davon 46 Ausländer) deutlich stärker als die Altersgruppe unter 18 Jahre mit nur 638 Einwohnern (davon 42 Ausländer).